# ButlerCars.com Tennis Classic 2013
Il ButlerCars.com Tennis Classic 2013 è stato un torneo di tennis facente parte della categoria ITF Women's Circuit nell'ambito dell'ITF Women's Circuit 2013. Il torneo si è giocato a Macon in Stati Uniti d'America dal 7 al 13 ottobre 2013 su campi in cemento e aveva un montepremi di 25 000 $.

## Vincitrici

### Singolare
Anna Tatišvili ha battuto in finale  Ajla Tomljanović con il punteggio di 6–2, 1–6, 7–5.

### Doppio
Kristi Boxx /  Abigail Guthrie hanno battuto in finale  Emily Harman /  Elizabeth Lumpkin con il punteggio di 3–6, 7–6(4), [10–4].